# Побит камък (област Пазарджик)
Вижте пояснителната страница за други значения на Побит камък.
Побѝт ка̀мък е село в Южна България, община Сърница, област Пазарджик. Създадено е с Указ 2294 на Държавния съвет на НРБ от 22 декември 1978 г. (обнародван, ДВ, бр. 101 от 26 декември 1978 г.) от населена местност Побит камък на тогавашното село, а от 2003 г. – град, Сърница.

## География
Село Побит камък се намира на около 55 km югозападно от областния център град Пазарджик, около 15 km северозападно от общинския център град Сърница и около 24 km юг-югозападно от град Велинград. Разположено е в Западните Родопи, в долината на река Доспат, в най-северозападната част на Доспатската котловина, откъм десния (южния) бряг на течащата покрай селото на изток-югоизток река Доспат. Застроено е върху равен терен; надморската височина в центъра на селото при джамията е около 1272 m. На около 4 km юг-югозападно от селото, в рида Дъбраш, е връх Беслет (1937,3 m), а на около 4 km североизточно от селото и километър западно от пътя за Велинград е връх Каратепе (1619,3 m). Климатът е планински, почвите в землището са кафяви планинско-горски.
Общински път води от село Побит камък на запад-северозапад към село Медени поляни, а на изток-югоизток – към връзка с третокласния републикански път III-843, който води на север към Велинград и на югоизток през Сърница до връзка с второкласния републикански път II-37.
Северозападно край селото, в ливадите на местността Азмака се издига вертикален камък с височина 4 m (вероятно менхир), дал името на селото. През 1962 г. районът около скалното образувание с площ 0,5 ha е обявен за природна забележителност.
На около 15 – 16 km югоизточно от село Побит камък е язовир Доспат.
Населението на село Побит камък, наброявало 488 души при преброяването към 1985 г., постепенно нараства до 677 (по служебен документ на НСИ от 31.12.2023 г.) към 2023 г.
При преброяването на населението към 1 февруари 2011 г., от обща численост 643 лица, за 552 лица е посочена принадлежност към „българска“ етническа група и за 91 – „не отговорили“.

## История
Земите в този район са заселени още в дълбока древност, има сведения, че около селото е имало 8 поселения на траките от племето беси. Прочути рудари, воини и жреци на тракийския пантеон главно на Бог Сабазий (Дионис). Те издигнали най-високия менхир на Балканите и редица скални светилища в района на Западните Родопи. През първи век Бесите са покорени от Римската империя и тези земи влизат в територията на провинция Тракия до 4 век когато ставаме част от Източната Римска Империя Византия. По-късно през 6 век по тези места се заселват славяни, които оставят ярка следа в гена, обичаите и фолклора на местното население.
През Средновековието от 4 век до началото на 9 век населението и околните местности са последователно владение на Византия. През 837 г. българският хан Пресиян води войната с Византия, като изпраща българска войска под командването на кавхан Исбул в посока към Солун. Целта е да подкрепи бунта срещу византийската власт на славянското племе смоляни, населяващо Западните Родопи. Край древния град Филипи (837 г.), българите извоюват победа над предвожданите от кесаря Алексий Мозеле византийци. За това събитие свидетелства надписът от Филипи от времето на кан Пресиян (836 – 852).
| „ | Който и да търси истината, Бог вижда, който и да лъже, Бог вижда. На християните българите направиха много добрини. И християните ги забравиха, но Бог вижда. | “ |

В резултат на тези събития България овладява Родопската област за около 100 години
България владее тези земи до 10 век когато Византия си ги връща и ги владее до 12 век когато Цар Калоян овладява Родопите през 1204 – 07, но след смъртта му, цар Борил губи отново тези земи, по-късно и в Латинската империя на Балдуин Фландърски до 1207 г.
Между 1207 и 1230 г. Западните Родопи и Пиринско :местностите около село Побит камък са във владението на Деспот Слав, чиято резиденция е била крепостта Цепина – тогава целите Западни Родопи биват наричани Славееви гори.
След падането на Българското царство под властта на османците през 1396 г. 14 век и по-късната ислямизация на Родопите, населението от областта приема исляма. Имало е и временни поселения на юруци, които са оставили следа в имената на няколко местности около селото като „Слепите юртове“ и „Юрто“. През 18 и 19 век в долината на река Доспат няма трайно населени места, а само временни колиби на овчари от околностите на Бабяк (Бабек). След руско-турската война(1877 – 1878 г.) тези земи остават като пограничен район между автономната област „Източна Румелия“ и Османската империя според Берлинския договор. След Балканската война 1912 – 1913 г. тези територии влизат в границите на Царство България. В началото на 20 век се заселват вече трайно преселници – помаци, от околностите на село Бабяк и околните махали, търсещи препитание. Тези преселници полагат основите на село Побит камък. През 40-те години на XX век в селото е имало предприятие за катран, собственост на семейство Матрови от Велинград, което по-късно е изгорено от партизаните. През лятото на 1943 г. в местността „Дерменка“ се установява взаимодействие между отряд „Антон Иванов“ и отряда на Никола Парапунов, а през лятото на 1944 г. – между отрядите Чепинец и Анещи Узунов. През 1950 г. е открито и селско училище до четвърти клас, носещо името на Никола Вапцаров, като в сградата се е намирал и магазинът, а през 1999 г. училището е преместено в нова сграда, където се обучават около 100 деца от първи до осми клас.

## Религия
Населението на селото изповядва сунитски ислям, съставено е от български мохамедани. В селото има джамия, построена през 1995 г.

## Обществени институции
Село Побит камък към 2024 г. е център на кметство Побит камък.
В село Побит камък към 2024 г. има:
- действащо общинско основно училище „Никола Вапцаров“;[10]
- Джамия;
- поща (в постройката на кметството).

## Културни и природни забележителности
- Скален феномен „Побит камък“
- Местност „Скалите“ : намира се непосредствено до местността „Азмак“ от където има чудесна гледка над селото, река Доспат и Дъбрашките върхове (връх Беслет)
- Скален феномен „Жабата“[11]: намира се по пътя между селата Побит Камък и Медени поляни, малко след местност Бейьовото.

## Редовни събития
- Традиционен събор на селото (след края на сенокоса[12]).
- Религиозните празници Рамазан и Курбан Байрам.

### Кухня
Традиционна родопска кухня, в която преобладават ястията с картофи, месо и различни видове баници.